# St. Michael (Bollendorf)

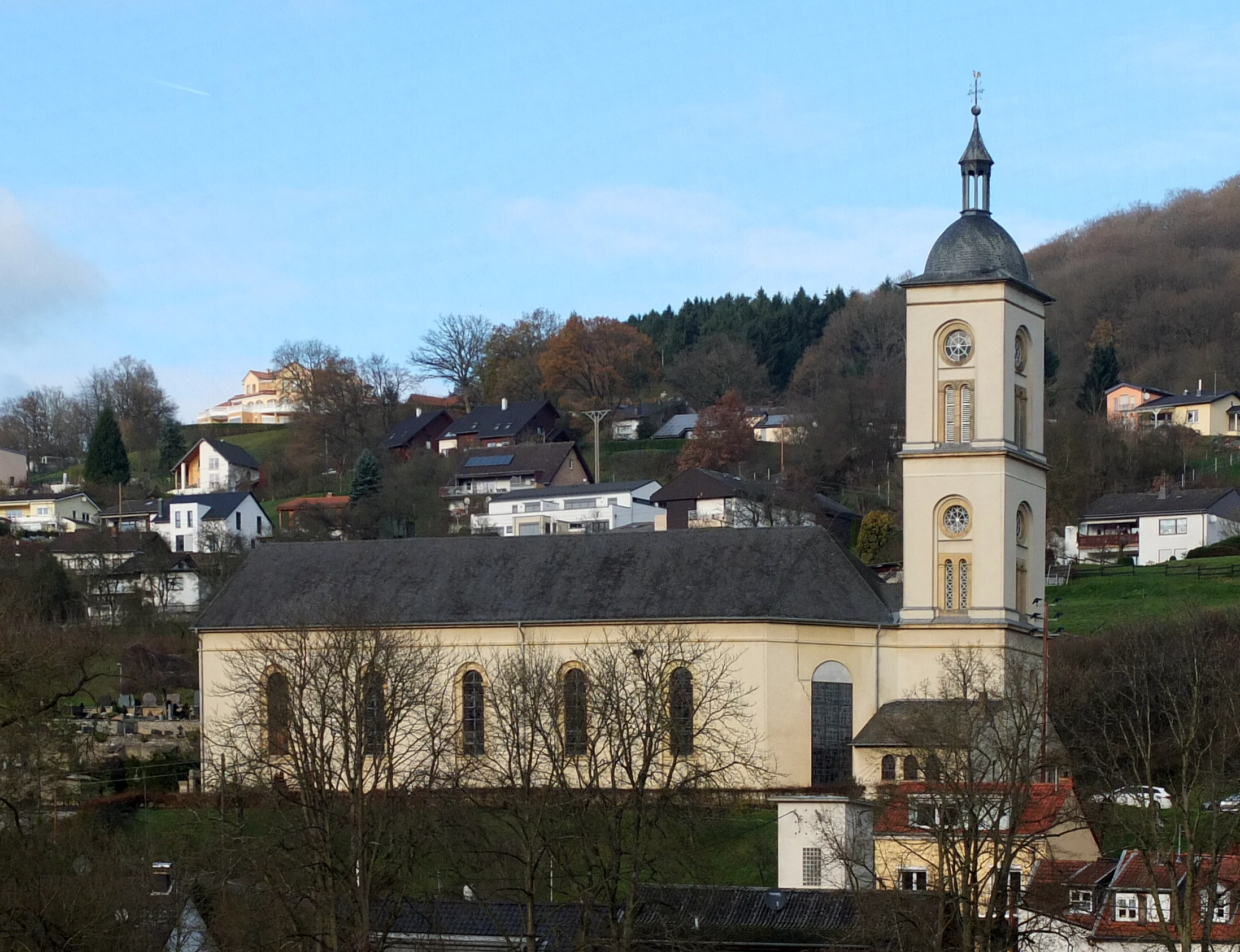
St. Michael

St. Michael ist eine römisch-katholische Pfarrkirche in Bollendorf.
Die Kirche wurde in den 1830er Jahren nach Plänen des Trierer Stadtbaumeisters Johann Georg Wolff gebaut. Aus der Entstehungszeit stammen noch der klassizistische Säulenaltar, der Taufstein, das Gestühl und die Glasfenster auf der linken, nördlichen Seite. Zum Hochaltar gehören Figuren des heiligen Nikolaus und des heiligen Jakobus der Ältere (major).
Die Kirche ist ein fünfachsiger Saalbau mit großen Bogenfenstern und zweigeteiltem Portal in einer flachen Blendnische und einem anschließenden Choranschlussturm im Osten. Die Strebepfeiler sind nach innen gezogen und tragen runde Halbsäulen. 1966 bis 1968 wurde eine Holzdecke eingezogen, die das alte Gratgewölbe ersetzte. Dieses musste aus statischen Gründen entfernt werden.
Die Kirche steht etwa parallel zur Sauer am Hang; der Turm befindet sich an der Ostseite.
Sie liegt an einem der Jakobswege im Rheinland.

St. Michael (Bollendorf)
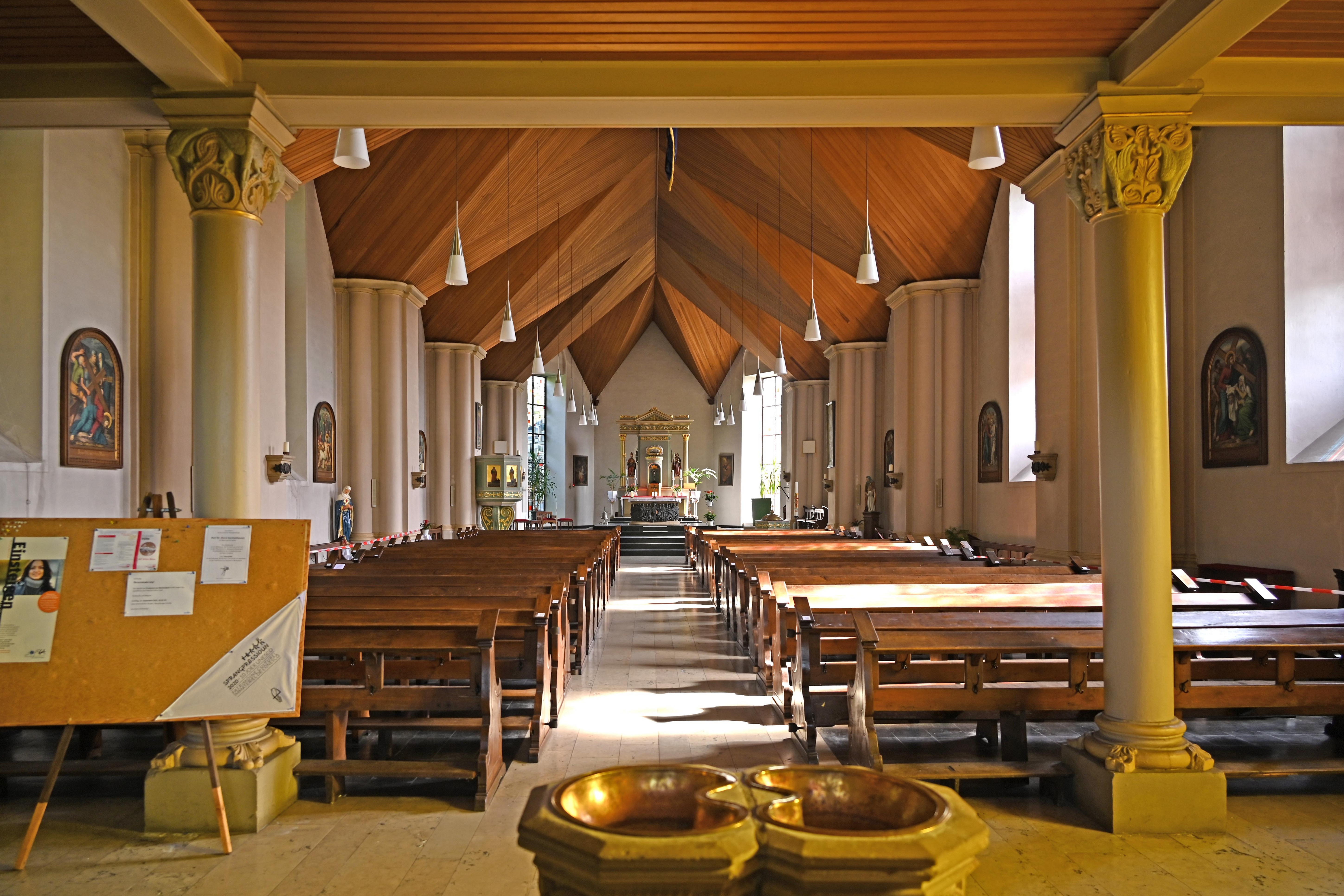
Innenraum mit Blick zum Altar
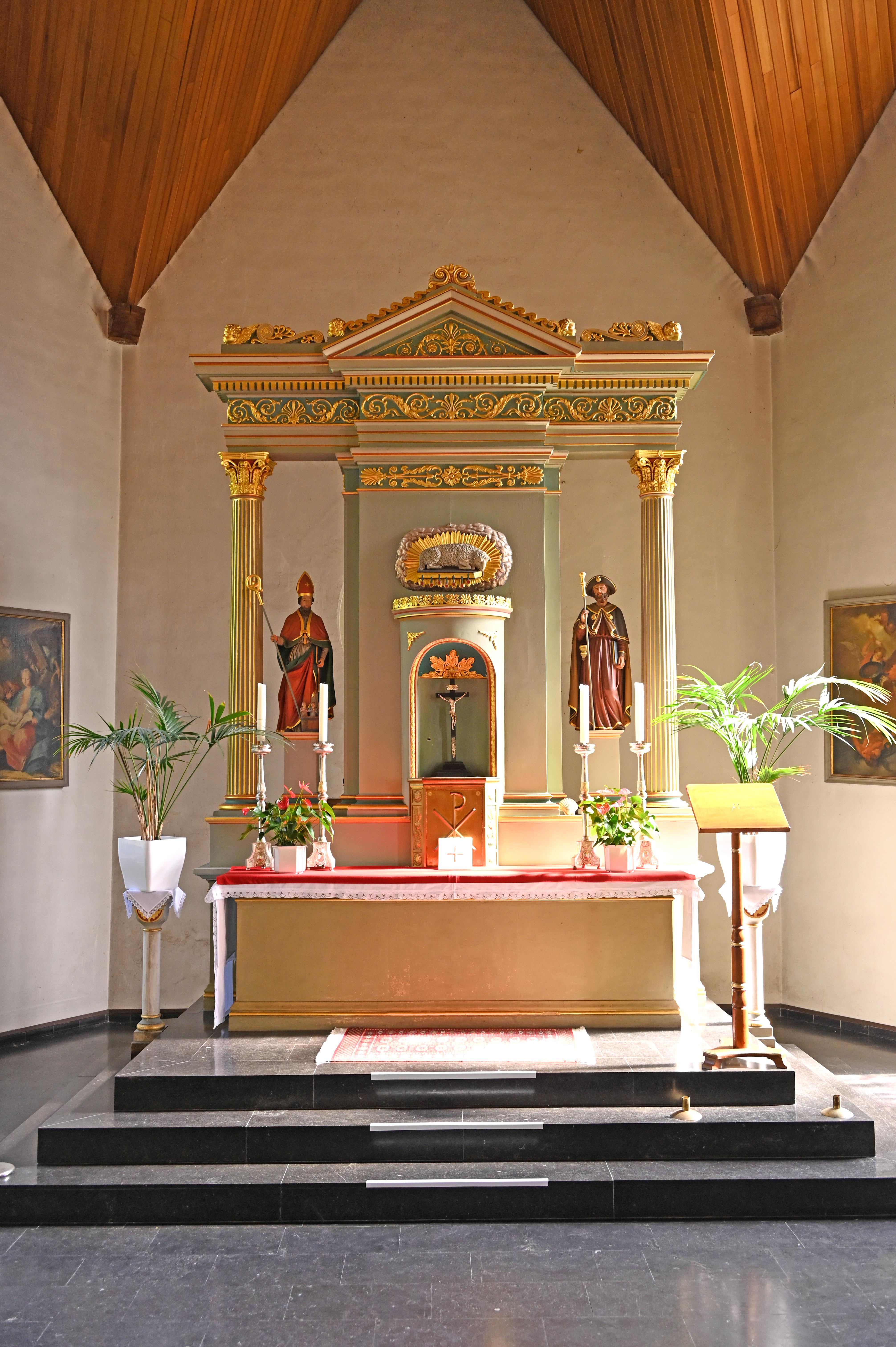
Hochaltar
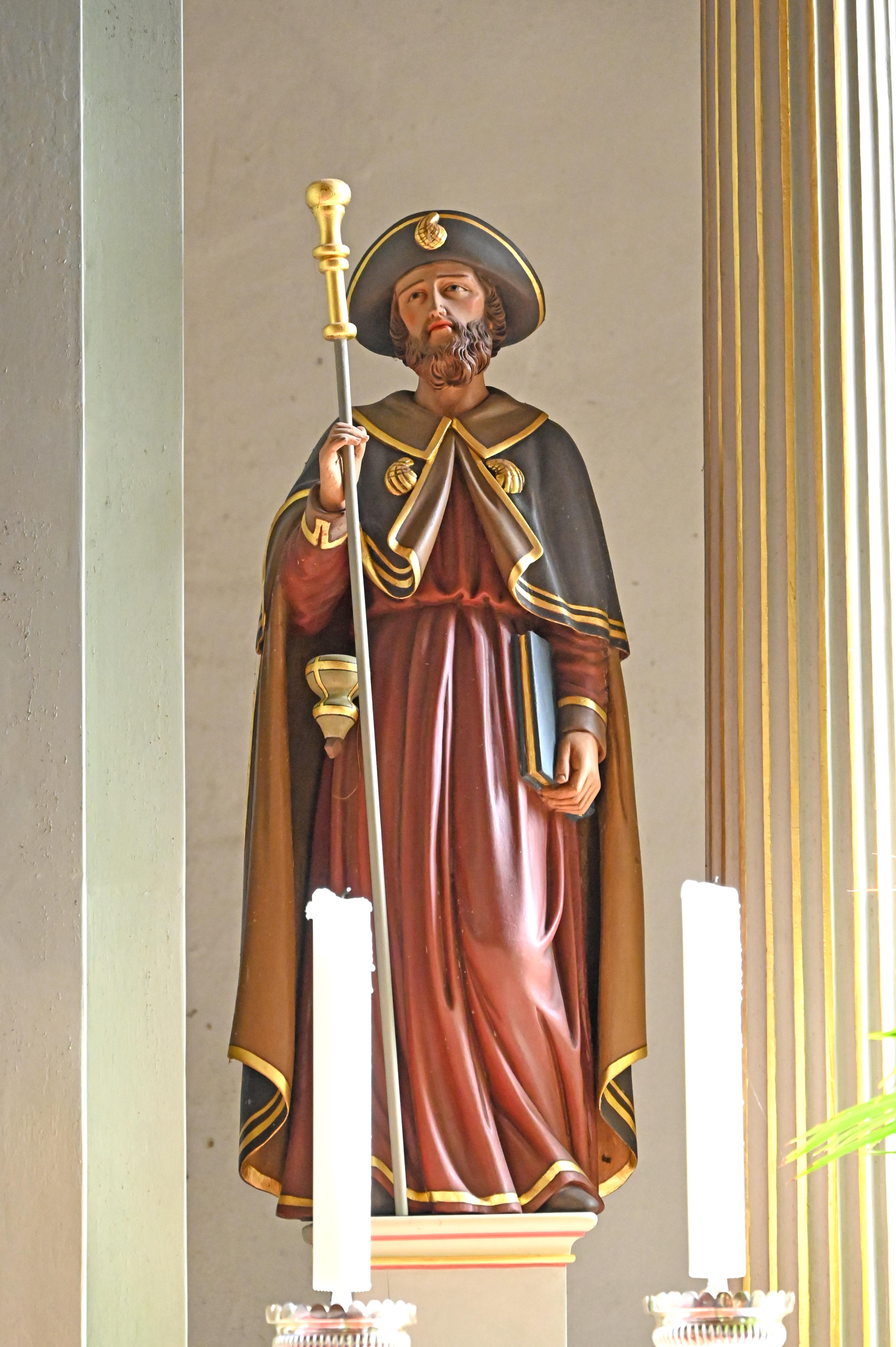
Statue St. Jakobus
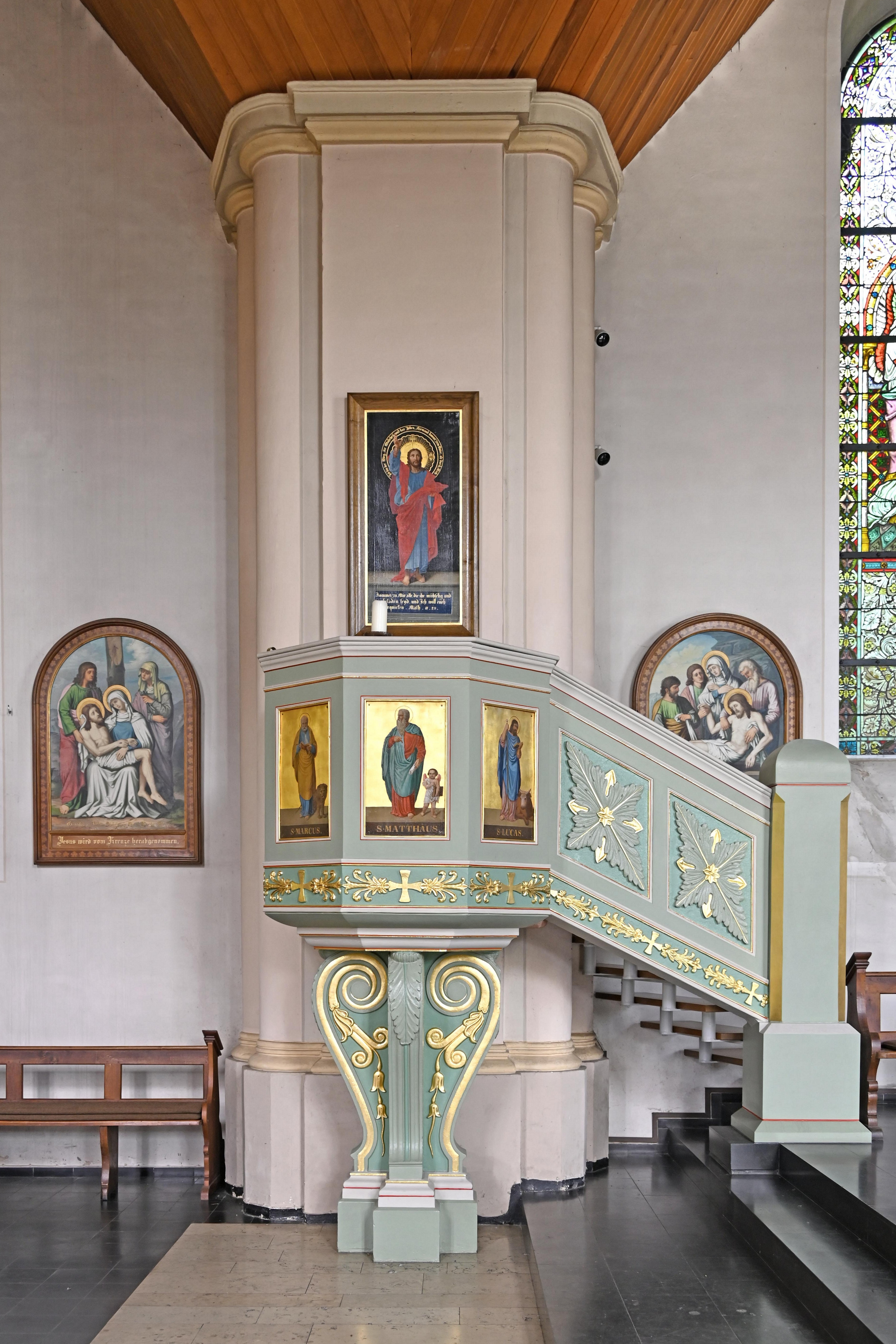
Kanzel
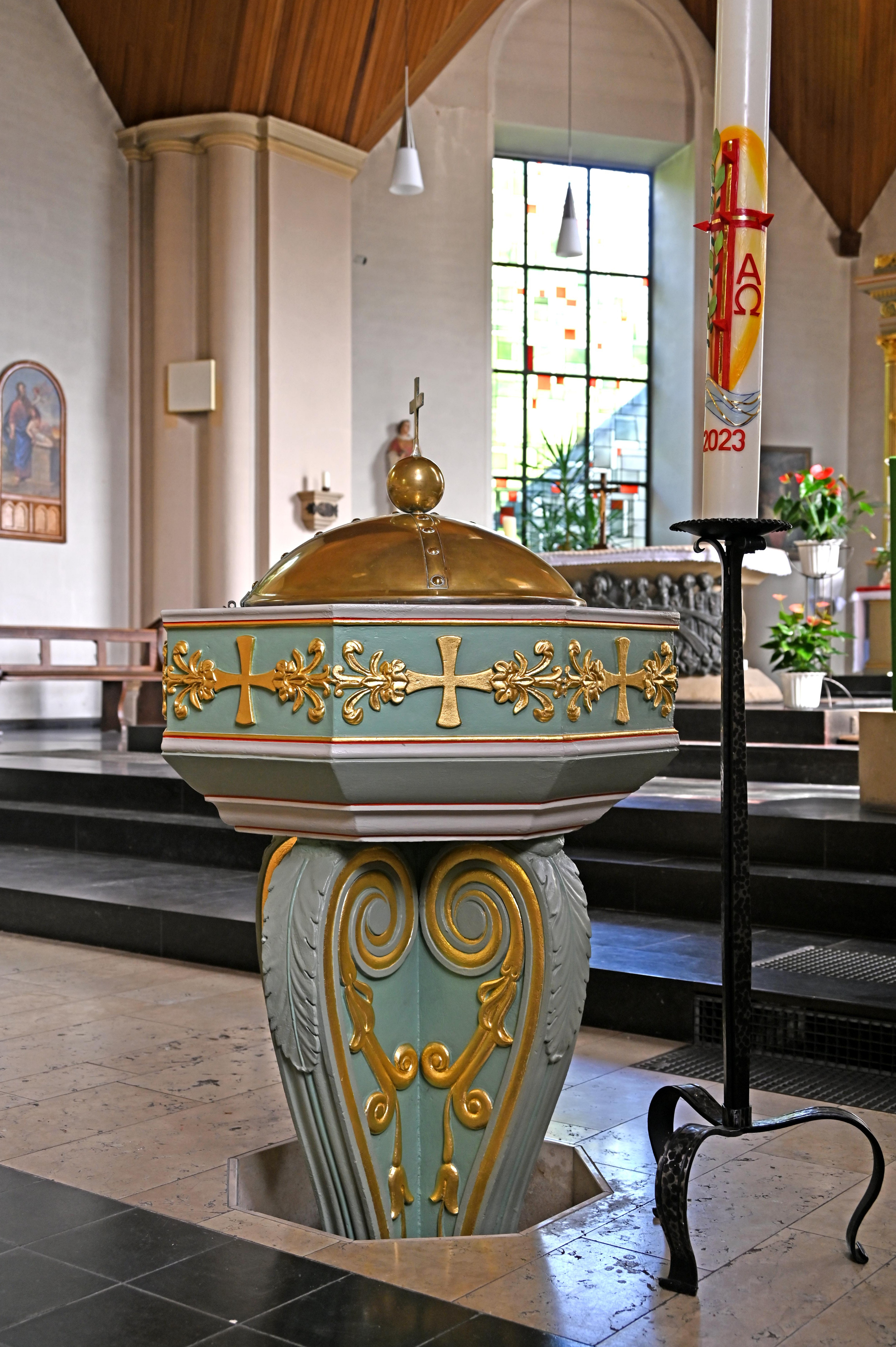
Taufbecken
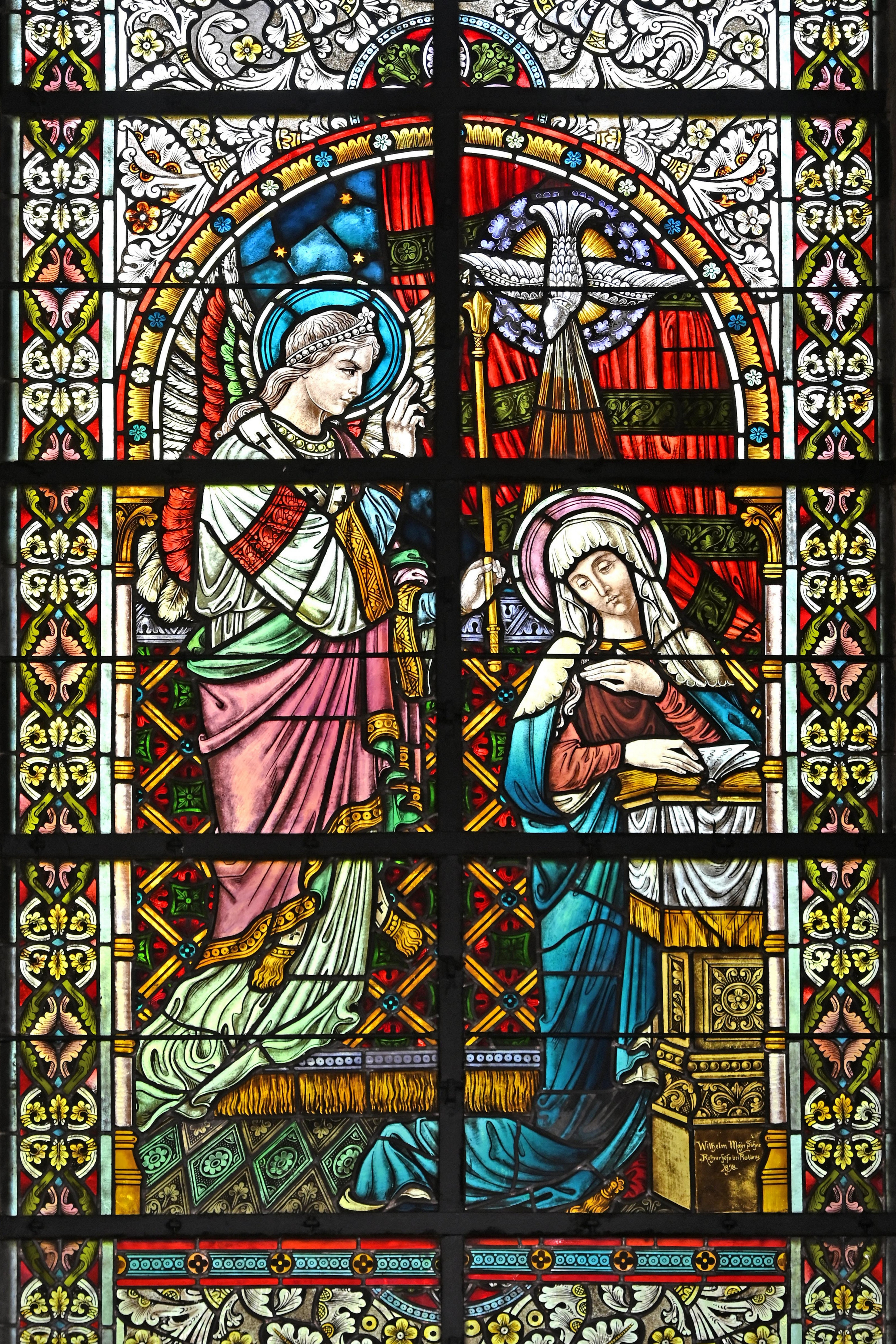
Fenster (1898)
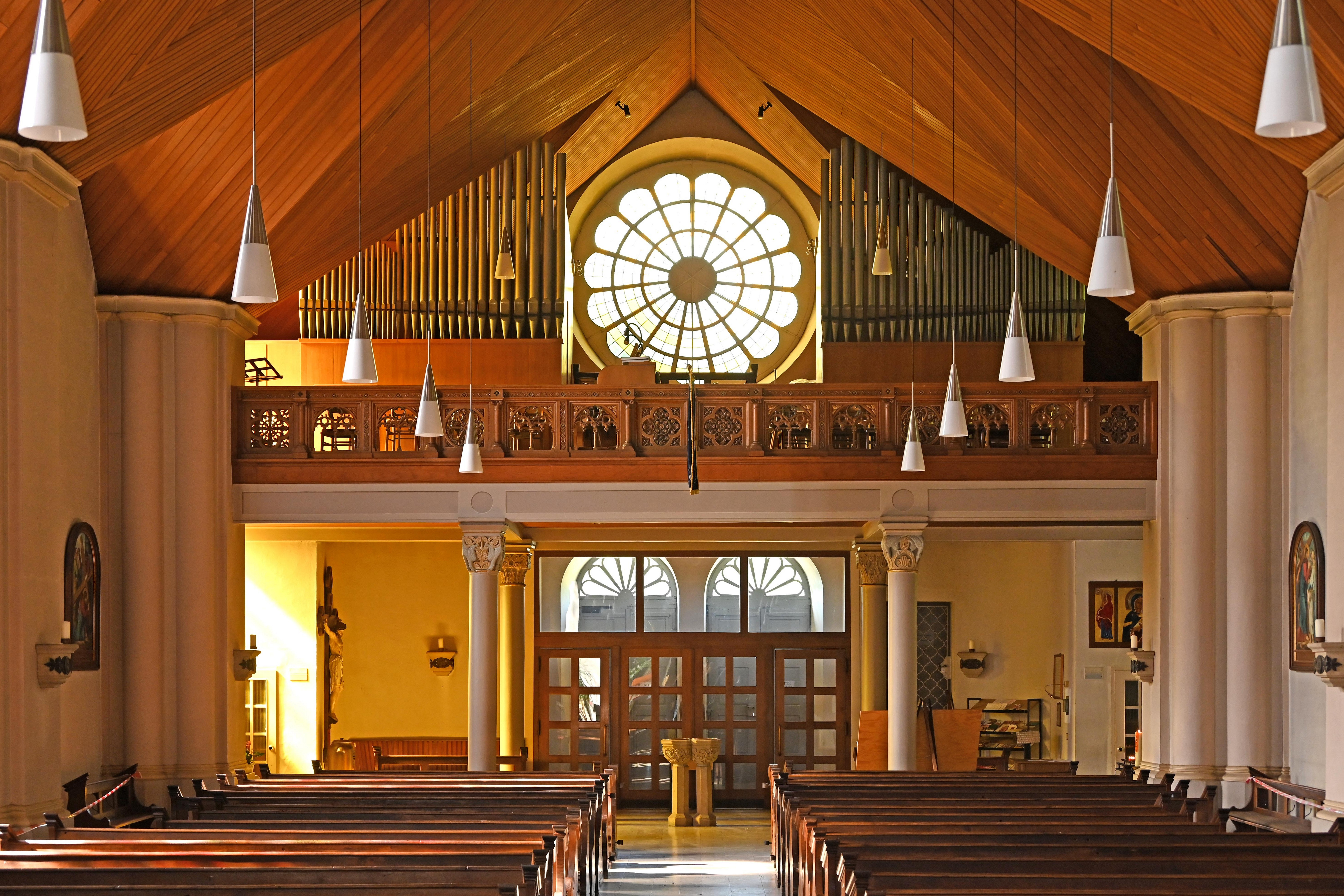
Innenraum mit Blick zur Orgelempore